# Hiệp hội Max Planck
Hiệp hội Max Planck vì sự Phát triển Khoa học (tiếng Đức: Max-Planck-Gesellschaft zur Förderung der Wissenschaften e. V.; viết tắt MPG) là một hiệp hội phi lợi nhuận và độc lập với chính phủ trong các viện nghiên cứu của Đức có đóng quỹ của 16 bang và liên bang của Đức. Tên của hiệp hội đặt theo tên của vị cố chủ tịch của hiệp hội, nhà vật lý lý thuyết Max Planck.
Đến 2014, có 83 viện nghiên cứu thuộc Hội Max Planck với mục đích nghiên cứu cơ bản trong các lĩnh vực khoa học tự nhiên, khoa học sự sống, khoa học xã hội và nghệ thuật nhân văn. Có xấp xỉ khoảng 17.000 cán bộ công tác lâu dài, bao gồm 5470 nhà khoa học, cộng thêm khoảng 4500 khách mời và nhà khoa học viếng thăm. Ngân sách hoạt động của hội năm 2015 vào khoảng 1,7 tỷ €, với 80% đến từ ngân sách bang và liên bang.
Các viện nghiên cứu Max Planck tập trung vào các nghiên cứu và ứng dụng cấp cao. Hiệp hội Max Planck được đánh giá là một trong những hiệp hội hàng đầu thế giới và châu Âu về tổ chức nghiên cứu khoa học và công nghệ, với 33 nhà khoa học nghiên cứu ở hội đã được trao giải Nobel. Năm 2013, cơ quan Nature Publishing Index xếp các viện nghiên cứu Max Planck đứng thứ tư trên thế giới về các công bố nghiên cứu trên tạp chí Nature (sau Harvard, MIT, Stanford và Viện nghiên cứu Sức khỏe Hoa Kỳ). Trên phương diện số lượng các bài báo nghiên cứu (không kể đến tiêu chí được trích dẫn hay tác động rộng lớn), Hiệp hội Max Planck Society chỉ xếp sau Viện hàn lâm Khoa học Trung Quốc, Viện hàn lâm Khoa học Nga và Đại học Harvard. Năm 2006, tờ "Phụ chương giáo dục đại học Times (Times Higher Education Supplement) xếp hạng các viện nghiêu cứu ngoài đại học (dựa trên các bài báo quốc tế đánh giá ngang hàng bởi các nhà hàn lâm) với Hiệp hội Max Planck ở vị trí thứ nhất về nghiên cứu khoa học, thứ ba trong nghiên cứu công nghệ (xếp sau Tập đoàn AT&T và Phòng thí nghiệm Quốc gia Argonne ở Hoa Kỳ).
Những tổ chức các viện nghiên cứu nổi bật với nguồn quỹ đại chúng ở Đức khác là Fraunhofer-Gesellschaft, tập trung vào các nghiên cứu ứng dụng trong sự cộng tác với các công ty công nghệ công nghiệp, Hiệp hội Helmholtz của các Trung tâm nghiên cứu Đức-mạng lưới các phòng thí nghiệm quốc gia Đức, và Cộng đồng Khoa học Gottfried Wilhelm Leibniz, mạng lưới các viện nghiên cứu thực hiện nghiên cứu ứng dụng.

## Các giải Nobel

### Hiệp hội Max Planck (từ 1948)
- Stefan W. Hell, Nobel Hóa học 2014
- Gerhard Ertl, Nobel Hóa học 2007
- Theodor W. Hänsch, Nobel Vật lý 2005
- Christiane Nüsslein-Volhard, Nobel Y học và Sinh lý 1995
- Paul Crutzen, Nobel Hóa học 1995
- Erwin Neher, Nobel Y học và Sinh lý 1991
- Bert Sakmann, Nobel Y học và Sinh lý 1991
- Robert Huber, Nobel Hóa học 1988
- Hartmut Michel, Nobel Hóa học 1988
- Johann Deisenhofer, Nobel Hóa học 1988
- Ernst Ruska, Nobel Vật lý 1986
- Klaus von Klitzing, Nobel Vật lý 1985
- Georges Köhler, Nobel Y học và Sinh lý 1984
- Konrad Lorenz, Nobel Y học và Sinh lý 1973
- Manfred Eigen, Nobel Hóa học 1967
- Feodor Lynen, Nobel Y học và Sinh lý 1964
- Karl Ziegler, Nobel Hóa học 1963
- Walter Bothe, Nobel Vật lý 1954

### Hiệp hội Kaiser Wilhelm (1914-1948)
- Otto Hahn, Nobel Hóa học 1944
- Adolf Butenandt, Nobel Hóa học 1939
- Richard Kuhn, Nobel Hóa học 1938
- Peter J. W. Debye, Nobel Hóa học 1936
- Hans Spemann, Nobel Y học và Sinh lý 1935
- Werner Heisenberg, Nobel Vật lý 1932
- Otto Heinrich Warburg, Nobel Y học và Sinh lý 1931
- Carl Bosch, Nobel Hóa học 1931
- James Franck, Nobel Vật lý 1925
- Otto Meyerhof, Nobel Y học và Sinh lý 1922
- Albert Einstein, Nobel Vật lý 1921
- Max Planck, Nobel Vật lý 1918
- Fritz Haber, Nobel Hóa học 1918
- Richard Willstätter, Nobel Hóa học 1915
- Max von Laue, Nobel Vật lý 1914